# أكبر خرمدين
أكبر خرمدين (1941 - 21 نوفمبر 2021)، (بالفارسية: اكبر خرمدین) واسمه الأصلي قبل تغييره: أكبر یزداني (بالفارسية: اكبر یزدانی) (1941 - 21 نوفمبر 2021)؛ قاتل تسلسلي وعسكري إيراني متقاعد برتبة عقيد في الجيش الإيراني، قتل كل من صهره وابنته وابنه المخرج الإيراني بابك خرمدين على سنوات متباعدة، شاركته في جرائمه زوجته «إيران خرمدين»، وأظهرت التحقيقات أن لديه ميولًا قومية فارسية عنصرية تجاه العرب.

## عنه
«أكبر خرمدين»، متزوج من «إيران خرمدين» وله أربعة أولاد، ابنان هما: بابك خرمدين (قتله) و«أفشين»، وابنتان هما، «آرزو» (قتلها) و«آذر». في عام 2015، في حفل أقيم بمناسبة عرض أحد أفلام نجله بابك خرمدين، وكان بعنوان: «مرثية إلى ياشار» (بالفارسية: سوگنامه‌ای برای یاشار) في متحف السينما الإيرانية، صعد أكبر خرمدين إلى المنصة على المسرح متحدثًا عن نفسه فقط؛ مشيرًا إلى أنه عسكري، تعرض إلى هجمات كيميائية وإصابات إبّان الحرب الإيرانية العراقية، وقال أيضًا إنه خدم 30 عامًا في الجيش، كان في 17 عامًا منها بعيدًا عن أسرته.
ومما جاء في كلمته: «بسم الله المعلم، وباسم شهداء حرب الثماني سنوات، أحيي شرف الشهداء الذين دافعوا عن الوطن.... أنا عقيد مشاة في المقر الرئيسي في خرمدين، خدمت لمدة 30 عامًا، ومكثت في مناطق العمليات لمدة 69 شهرًا، وتعرضت إلى هجمات كيميائية مرتين وإلى الإصابة أربع مرات، ويسعدني أني خدمت البلاد.»

## جرائمه
جاء اعتقال «أكبر خرمدين» وزوجته «إيران خرمدين» بعد أن اكتشفت جريمة قتلهما لولدهما المخرج السينمائي بابك خرمدين، الذي قُتِل في مساء يوم السبت 15 مايو 2021 (على حد زعمه)، وكان عمره قد ناهز 47 سنة. كُشفت جريمة قتله بعد أن رصد شخص في صباح يوم الأحد 16 مايو 2021، أشلاء من جثة بابك المشوهة في أحد مستوعبات النفايات بالمنطقة الثالثة في حي «إكباتان» غرب العاصمة الإيرانية طهران، ليُبلغ إثر ذلك الشرطة. وكانت الشرطة الجنائية قد تعرفت على هوية الضحية من خلال بصمات أصابعه، ثم ألقت القبض على أكبر خرمدين وزوجته بتهمة القتل بعد أن توصلت إلى هويتهما عبر فحص لقطات كاميرات المراقبة، ليعترفا إثر ذلك بارتكاب الجريمة.
وفقًا لما جاء في تقرير لوكالة أنباء الطلبة الإيرانية (إيسنا)، فقد أكد رئيس «محكمة جنايات طهران» محمد شهرياري، في تصريحات أدلى بها صباح يوم الاثنين الموالي لاكتشاف الجثة، نبأ مقتل بابك خرمدين قائلًا: «لقد قُبض على والديه اللَذَين اعترفا بارتكاب جريمة القتل»، مضيفًا: «وفقًا لاعترافاتهما، فقد حدثت جريمة القتل بعد أن تشاجر والد المخرج معه بعد خلافات طويلة بينهما، وذلك بعد أن خدّره أولًا ثم انبرى لتقطيع جسده بسكين.»، وذكرت وسائل إعلام إيرانية أن أكبر خرمدين قد قال في اعترافاته حول ملابسات جريمة قتله لابنه: «كان ابني أعزبًا، وكانت الخلافات بيننا كثيرة، لقد خدرته بعقاقير منومة وضعناها في طعامه ثم طعنته حتى الموت... ولأتمكن من إخراج جثته، مزقتها إلى أشلاء وألقيتها في أقرب سلة نفايات في الشارع.»
في تفاصيل الجريمة، سرد أكبر خرمدين كيف بدأت عملية قتل نجله بابك في مساء يوم الجمعة 14 مايو 2021، وذلك بعد أن وضعت زوجته ووالدة الضحية كمية من مواد منومة في طبق دجاج طبخته في ذلك المساء بهدف تسميمه وتخديره كليًّا، لكن المخرج القتيل لم يأكل منه شيئًا وذهب إلى غرفته ونام، ما جعلهما يضعان الطعام في الثلاجة، ليستيقظ القتيل في اليوم التالي ويأكل منه، وهو ما أدّى إلى أن يفقد وعيه في حوالي الساعة الخامسة من مساء يوم السبت، ليبدأ أكبر خرمدين «بتقييد قدمي ابنه على كرسي ثم وضع كيسًا بلاستيكيًا أسود على رأسه ثم طعنه مرات عدة»، ثم حملا الجثة إلى الحمام، وقطعاها إلى أجزاء، ووضعا أشلاء الجثة في ثلاث حقائب ووزعاها في عدد من ضواحي مدينة طهران.
خلال التحقيقات، اكتشف المحققون أن أكبر خرمدين بالاشتراك مع زوجته، كان قد قتل ابنته «آرزو» (مواليد 1972) في عام 2018 بنفس الطريقة وقطع جثتها ورماها في صناديق القمامة، كما قتل قبل ذلك ابن اخته وصهره «فرامرز» في عام 2011، وتخلّص من أجزاء جثة الأخير بعد تقطيعها بنفس الطريقة، زاعمًا أن ابنته آرزو ساعدته في قتل زوجها. ووفقًا لأكبر خرمدين، اشتبه نجله بابك بملابسات اختفاء شقيقته الكبرى، وفحص كاميرات المراقبة التي كانت تحيط بمنزلهما ويبدو أنه اكتشف شيئًا، وهو ما دفعهما إلى قتله قبل أن يكتشف الجريمة، مضيفًا لو أن الشرطة لم تعتقلهما لكانا سيقتلان ابنهم «أفشين» وابنتهم «آذر» الأخريين بنفس الطريقة، خاصة بعد أن أبلغت ابنتهما من قبل عن اختفاء شقيقتها، رغم أن البلاغ لم يحض بأي اهتمام أمني.
قال مسؤولو «محكمة جنايات طهران» إن «أكبر خرمدين» وزوجته «إيران»] بدا أنهما سليمان عقليًا إلى حد كبير ولا يعانيان من أي اختلالات، لكن لجنة التحقيق المعنية بجريمة القتل بحاجة إلى مزيد من التحقيق. وفي قانون العقوبات الإيراني يواجه القتلة عقوبة الإعدام في إيران، لكن الأشخاص الذين يقتلون أطفالهم يواجهون عقوبة مخففة تصل إلى السجن لمدة 10 سنوات كحد أقصى، ومع ذلك، أشار خبراء قانونيون إلى أن أكبر وزوجته قد يواجهان عقوبة الإعدام إذا حوكما بتهمة قتل زوج ابنتهما.
كذلك، تُحقّق الشرطة عمّا إذا كان أي من أفراد أسرة الجاني الآخرين مفقوين أو مختفين في ظروف مريبة.

## وفاته
أعلن عن وفاته في 21 نوفمبر 2021 ميلاديًا الموافق 16 ربيع الثاني 1443 هجريًا عن عمرٍ ناهز 80 عامًا، حيث تُوفي في محبسه بسجن كوهردشت، إثر سكتةٍ قلبيةٍ أصابته.